# 1992 Galvarino
1992 Galvarino è un asteroide della fascia principale. Scoperto nel 1968, presenta un'orbita caratterizzata da un semiasse maggiore pari a 2,9917445 UA e da un'eccentricità di 0,0484546, inclinata di 10,56992° rispetto all'eclittica.
L'asteroide è dedicato all'omonimo guerriero Mapuche.